# Desa Mekarwangi (administrativ by i Indonesien, Jawa Barat, lat -6,31, long 107,08)
Desa Mekarwangi är en administrativ by i Indonesien.   Den ligger i provinsen Jawa Barat, i den västra delen av landet, 28 km öster om huvudstaden Jakarta.